# Cobubatha subterminata
Cobubatha subterminata là một loài bướm đêm trong họ Noctuidae.